# Anthracites apoensis
Anthracites apoensis är en insektsart som beskrevs av Morgan Hebard 1922. Anthracites apoensis ingår i släktet Anthracites och familjen vårtbitare. Inga underarter finns listade i Catalogue of Life.